# Manuel Fernández Peón
Manuel Fernández Peón, también Comandante Flórez (La Hueria de Carrocera, Astúries, 16 de novembre de 1906 - Rosario, Argentina, 9 de juny de 1986) va ser un minaire i guerriller asturià. Va ser un dels últims 29 guerrillers, amb José Mata al capdavant, que van ser evacuats el 23 d'octubre de 1948 des del port de Luanco (Astúries) cap a França.

## Biografia
Fill de José Fernández Flórez, alcalde de Samartín del Rei Aurelio fins a tres cops, i que havia participat en la fundació del Sindicat dels Obrers Miners d'Astúries (SOMA), actualment (SOMA-FITAG-UGT).
En 1922 va començar a treballar en les Mines de La Encarnada de l'empresa Duro Felguera. Aquest mateix any va ingressar en la Joventuts Socialistes i el 1929 ho va fer en el PSOE. Va ser detingut per la seva participació en la revolució d'octubre de 1934 passant per les dependències del convent de les Adoratrices convertit en centre de reclusió i tortura abans de ser internat a la presó Model d'Oviedo on va romandre fins al 2 de gener de 1935 que va sortir en llibertat condicional. Però als pocs dies els guàrdies civils tornen a buscar-lo i el portaren a Brañella. En fer una aturada per emmanillar-lo, un grup de noies de les Joventuts Socialistes de la Güeria van distreure els guàrdies, la qual cosa aprofita per tirar-se rodant muntanya avall i fugir. Davant el risc de tornar a la presó marxà junt al seu pare i altres companys a França on aconseguiren passar en un taxi que conduïa Vicente Requena Galán. Des de França es va traslladar a Bèlgica residint a Brussel·les fins que van poder tornar a Astúries per l'amnistia, després del triomf del Front Popular el 16 de febrer de 1936.
En produir-se el cop d'estat de juliol d'aquest mateix any es va incorporar a les Milícies combatent en el setge d'Oviedo contra el coronel colpista Antonio Aranda Mata. L'agost de 1936 després de participar en un curs de formació de comandaments a Gijón va accedir al grau de comandant de l'Exèrcit de la República estant al capdavant del Batalló d'Infanteria n. 244. Després de la caiguda d'Astúries a l'octubre de 1937 es va refugiar a la muntanya. Va participar en l'intent fallit d'evasió d'uns 800 homes des de la platja d'El Puntal (Astúries) el gener de 1939 que va ser avortada per la guàrdia civil.
Acabada la guerra es va incorporar a la lluita dels maquis antifranquistes asturians, on fou conegut pel sobrenom de Comandant Flórez. En 1941 controlava el triangle La Felguera-La Pola Llaviana-L'Infiestu. A finals de 1942 va participar en la constitució de la Federació de Guerrilles de Lleó-Galícia al costat de José Mata i Arístides Llaneza Jove i l'agost del 1943 amb el comunista Baldomero Fernández Ladreda van impulsar el Comitè de Milícies Antifeixistes.
Després de la caiguda del Comitè Regional de la Federació Socialista Asturiana del PSOE al maig de 1947 va formar part com a vocal del Comitè de la Muntanya que es va fer càrrec de la seva direcció. Va ser un dels 29 guerrillers socialistes asturians que van ser evacuats el 23 d'octubre de 1948 des del port de Luanco (Astúries) cap a França en un vaixell noliejat per Indalecio Prieto des de Donibane Lohitzune, juntament amb José Mata Castro, César Rio Rodríguez, Aladino Zapico García, Aristides Llaneza Jove, Manuel Fernández Casas, Aquilino Bayón Gutiérrez i Marcelino Fernández Villanueva.
Va viure Tarba (Bearn) amb el seu pare i la seva germana Remedios, treballant com a miner. Cap al 1951 es va traslladar a Rosario (Argentina). Tot i que el 1982 va visitar Astúries, va morir a Argentina el 9 de juny de 1986.